# 終極標靶
《終極標靶》（英語：Hard Target）是一部1993年美國動作片，由香港導演吳宇森執導，這也是他的首部美國電影作品；劇本由查克·費瑞爾撰寫，其故事取自李察·康奈爾的1924年短篇小說《最危險的獵物》。故事主要描述由尚-克勞德·范·達美飾演的失業水手錢斯·包特魯斯（Chance Boudreaux）從一群流氓手中拯救了一個名為娜塔莎·班德（Natasha Binder，燕茜·巴特勒飾演）的年輕女性，並在幫她尋找失蹤父親（費瑞爾飾演）的同時，他們很快地得知班德之父已死於富有的野外運動商艾米爾·福蕭恩（Emil Fouchon，藍斯·漢里克森飾演）的手中。福蕭恩會藉由獵殺無家可歸者來當作一種娛樂，而錢斯及娜塔莎也將是他在紐奧良最後的獵物。
《終極標靶》為吳宇森在美國製作的首部電影，同時也是由好萊塢片商發行的首部亞洲導演電影。環球影業對於讓吳宇森執導一部商業大片而感到緊張，並委託導演山姆·雷米來監督電影的製作且在場邊待命，以在吳宇森陷入困難時能出手協助。吳宇森挑選了數部劇本，主要是他對製作一部武俠片不感興趣。在決定採用查克·費瑞爾的劇本《終極標靶》後，導演希望由演員寇特·羅素主演，但因對方當時行程滿檔而讓吳宇森最後選擇了環球指定的尚-克勞德·范·達美。該片共花了65天於路易斯安那州紐奧良拍攝；在拍攝期間，吳宇森發現了范·達美的加分作用時，便更動了片中許多的動作場面。
在拍攝結束後，該片在美國電影協會（MPAA）的分級制度上沒法如願獲得環球要求的R級，這讓吳宇森為此而將電影重剪了好幾次，直到允許將該片評為R級。《終極標靶》1993年8月20日在美國上映，香港於同年11月4日上映，並在全球取得7420萬美元的票房佳績，但電影本身在影評界則獲得了褒貶不一的評價；影評人普遍批評其故事、角色及范·達美的演技，但動作場面則獲得了肯定。之後，隨著時間的推進，富有精彩動作場面的《終極標靶》受到了粉絲的推崇並獲得了邪典電影的地位。

## 劇情
在路易斯安那州紐奧良，無家可歸的老人道格拉斯·班德成為了一群人捕獵的目標。他獲得一條裝有1萬美元的腰帶，並被告知他必須到鎮上的另一邊才能贏得這筆錢並保住小命。捕獵班德的是野外運動員兼生意人艾米爾·福蕭恩及副手皮克·范·克里夫，他們在收取50萬美元後提供客戶這項捕殺班德的遊戲。最後，班德無法到達目的地並被該客戶用弩槍所射殺。
之後，班德疏遠的女兒娜塔莎來到紐奧良尋找父親，而當她遭到一群流氓打劫時，被一個名為錢斯·包特魯斯的前美國海軍陸戰隊偵察兵兼無家可歸者所救。錢斯起初對於幫忙娜塔莎尋找父親而感到猶豫，直到後來他因積欠海員工會的會費而無法登船出海工作，為了錢他只好不情願地答應協助娜塔莎，並擔任對方在此期間的保鑣。與此同時，錢斯一個無家可歸的朋友伊利亞·羅伯成了下一個福蕭恩捕殺遊戲的參與者。
娜塔莎發現她的父親曾幫一個名為倫多·波的傳單發送分派人工作，後者還私下一直向有戰爭經驗的且沒有家庭關係的無家可歸者提供參加福蕭恩捕殺遊戲的機會。娜塔莎向倫多詢問她父親的死訊時，他們的對話被後方的范·克里夫聽見。由於倫多提供的目標——班德是個有家屬的人，這讓福蕭恩和范·克里夫在之後懲罰了倫多。另一方面，紐奧良警探梅·米契原本不願意調查班德的失蹤，直到她在一座失火的廢棄建築物的灰燼中發現其燒焦的屍體。班德的死被認為是一次事故，但錢斯在廢墟中搜尋並找到了班德的兵籍牌，這塊牌子明顯被一支弩箭刺穿過。突然，范·克里夫的追隨者襲擊了錢斯，對方恐嚇他馬上離開這座城市。之後，因擅闖禁區而被逮捕的錢斯向米契表示，班德是遭人所謀殺。隨著調查進度的躍進，福蕭恩及范·克里夫決定重新重整他們的捕殺事業，並開始消除會妨礙到他們的人。他們相繼將一直隱藏著捕殺證據的法醫和倫多處決。米契、娜塔莎和錢斯在到達倫多的辦公室前，遭到了范·克里夫及其僱傭兵人馬的襲擊。在槍戰中，米契胸部中彈而亡；錢斯在殺死一小部分的僱傭兵後與娜塔莎開始逃脫。福蕭恩和范·克里夫召集了他們的傭兵團隊，並僱傭了五名已支付75萬美元的獵人客戶展開追捕。
錢斯將娜塔莎帶到他住在野外深處的杜維大伯家中，杜維也同意協助他們。錢斯、娜塔莎和杜維將福蕭恩等人引至一個老舊的懺悔星期二花車工廠並逐一殺死福蕭恩的人馬。在激戰中，范·克里夫被錢斯成功槍殺。最後，只留下了福蕭恩，但他用箭刺傷了杜維後將娜塔莎當作人質；他先要求錢斯棄械投降，後逼迫娜塔莎幫自己的槍裝彈。在裝彈完成的瞬間，錢斯衝上去與對方展開對打，然後在他的褲檔中扔了一枚手榴彈。福蕭恩未能拆除手榴彈並死於爆炸中。由於福蕭恩手持的箭頭只刺穿了杜維胸口的酒瓶，而使杜維逃過死劫。隨著戰鬥的結束，錢斯、娜塔莎和杜維一同走出了倉庫。

## 演員

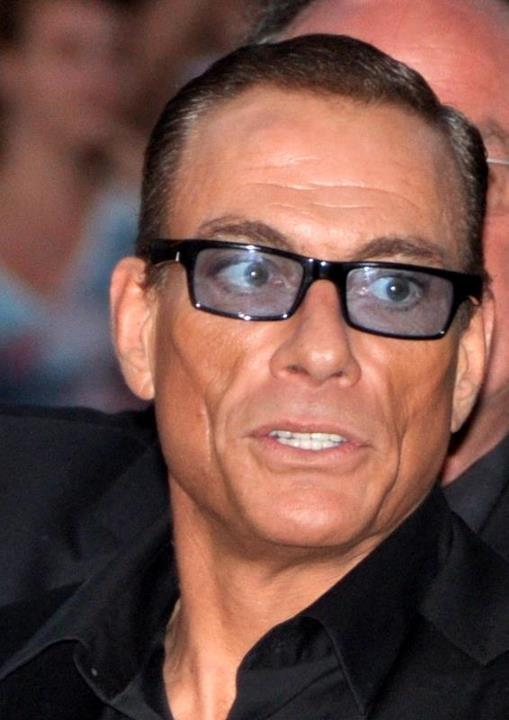
《終極標靶》由尚-克勞德·范·達美領銜主演，這也是他的代表作之一。

- 尚-克勞德·范·達美飾演錢斯·包特魯斯（Chance Boudreaux）[7]：失業的卡津水手和無家可歸者，也是前美國海軍陸戰隊偵察兵。在幫娜塔莎解圍後，他被對方雇來協助尋找她失蹤的父親。
- 藍斯·漢里克森飾演艾米爾·福蕭恩（Emil Fouchon）[7]：富有的野外運動商，藉由捕殺無家可歸者來作為娛樂和生意。
- 阿諾·凡斯洛飾演皮克·范·克里夫（Pik Van Cleef）[註 1][7]：福蕭恩的合夥人和副手，也參與了他的捕殺遊戲。
- 燕茜·巴特勒（英语：Yancy Butler）飾演娜塔莎·「娜特」·班德（Natasha "Nat" Binder）[7]：來到紐奧良尋找父親的年輕女性，她從7歲開始就沒有見過父親。在錢斯幫她解圍後，對方同意協助自己。
- 凱西·蘭蒙絲（英语：Kasi Lemmons）飾演梅·米契（May Mitchell）[7]：紐奧良警探，在警察罷工期間唯一待在辦公室的警察。
- 查克·費瑞爾飾演道格拉斯·班德（Douglas Binder）[7]：無家可歸的老人，娜塔莎的父親，被福蕭恩的人馬所殺。
- 威廉·C·卡本特（英语：Willie C. Carpenter）飾演伊利亞·羅伯（Elijah Roper）[7]：錢斯的朋友，同樣也是名無家可歸者。
- 威福·伯明萊飾演杜維大伯（Uncle Douvee）[7]：錢斯住在小海灣口（英语：Bayou）深處的大伯。
- 艾略特·基納（Eliott Keener）[7]飾演倫多·波（Randal Poe）：福蕭恩捕殺遊戲的仲介人。

## 製作

### 發展
在香港拍完《鎗神》（1992年）後，導演吳宇森決定接受來自美國的工作邀約，在那裡，他認為理想的工作步調和合理的工作時間會讓自己成為更愉快的電影人:110。這份工作來自環球影業董事長湯姆·波洛克在看過吳宇森的《喋血雙雄》（1989年）後而向他提出:114-115。環球並不急著讓吳宇森執導長片，且只有在製片人詹姆斯·傑克斯所稱的「令人信服的艱困時期」後才同意此事:115:117。環球擔心這名亞洲導演的英語能力不足以拍一部大片，於是聘請美國導演山姆·雷米來監督電影的製作並在場邊待命，以在吳宇森無法履行導演的職責時能出手協助。身為對方香港電影粉絲的雷米非常高興與吳宇森合作，他對吳宇森的導演技巧充滿信心，並表示「就算吳宇森只拿出70%的實力，仍能勝過多數以100%實力工作的美國動作導演。」:125
在他到達美國後，吳宇森決定使用《終極標靶》之前曾經歷了幾份劇本:110。他描述自己收到的劇本：「其中有些還不賴，其中有些很好，但剩下的就只是武俠電影，而我告訴製片人我沒興趣再拍這類的電影了。我已經拍了很多了。」:112在此期間，為吳宇森提供的其中一份劇本是《變臉》（1997年），當時他因其科幻題材的故事而略過:112-113。《終極標靶》的劇本由查克·費瑞爾撰寫。導演安德魯·戴維斯當時也對該劇本很感興趣，但最後拒絕了它:166。吳宇森在閱讀《終極標靶》的劇本時，欣賞它是個「簡單而有力的故事，且在這之下有許多的感受。對於一部好動作片而言，你需要一個堅固的架構，查克賜給了我那點」:116。吳宇森還說這個故事是「沒那麼吳宇森」，但視覺方面將是「非常地吳宇森」:111。費瑞爾最初根據電影《裸殺萬里追》（1965年）來創作劇本。在該劇本未成後，他又寫了一份受到《異形2》（1986年）影響的劇本，這成為了漫畫《異形總動員》的基底。最後的嘗試是參考1932年電影《最危險的遊戲》（改編自李察·康奈爾的1924年短篇小說《最危險的獵物》）來創作劇本，而為此完成了《終極標靶》。費瑞爾將故事設定於紐奧良，並為尚-克勞德·范·達美在片中的口音作解釋:166。

### 前期製作

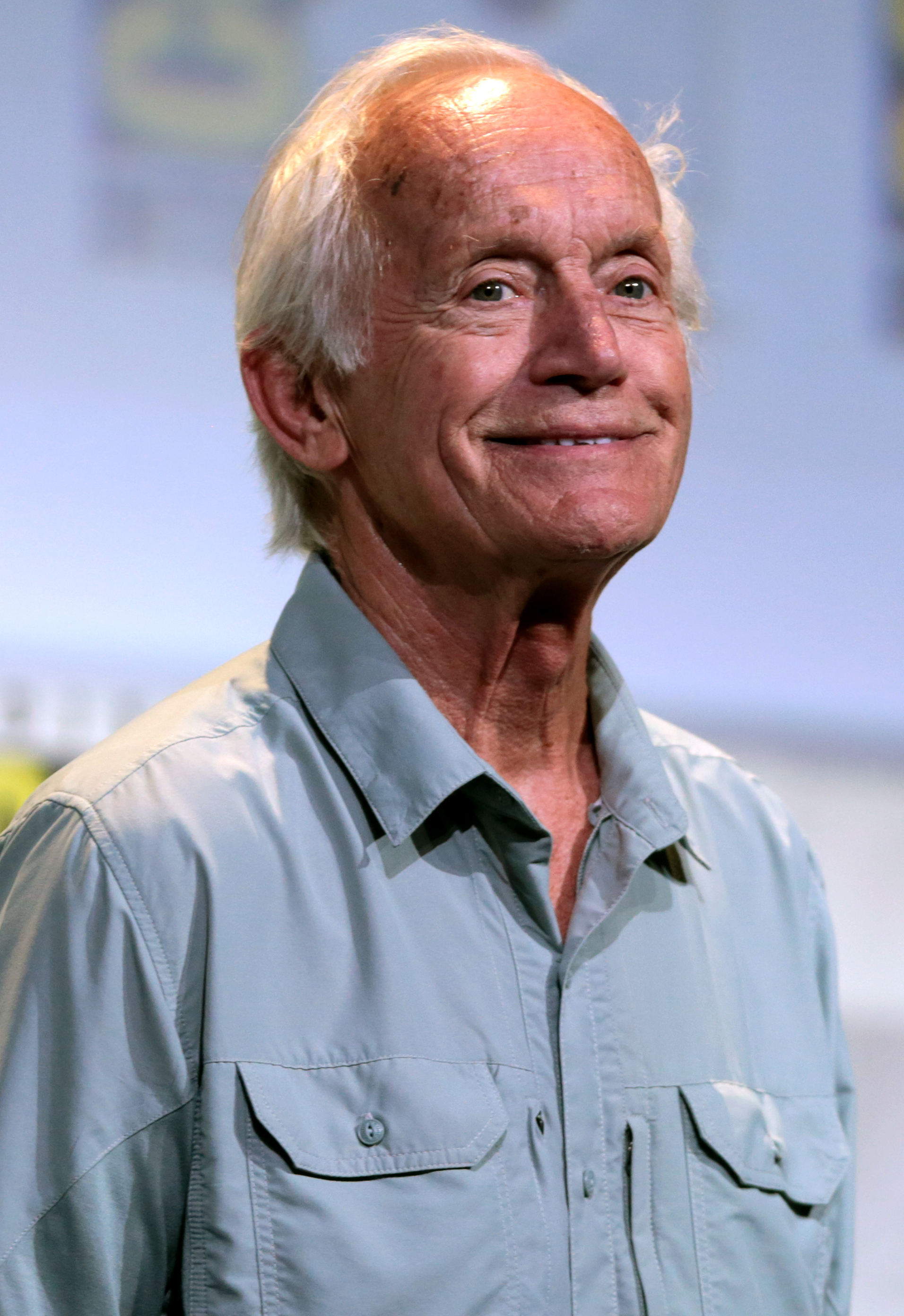
演員藍斯·漢里克森本身也是導演吳宇森的粉絲。

在任何導演加入《終極標靶》之前，環球影業就已選擇由尚-克勞德·范·達美來擔任主演:115:166。范·達美早已是吳宇森電影的忠實粉絲，並不顧雙方皆有在英語溝通上的困難而安排在香港與他見面。吳宇森最初希望由演員寇特·羅素擔任主角，但發現羅素已預先排定了其他為期兩年的電影項目合約而作罷。在與范·達美合作時，吳宇森表示：「我肯定我自己的能力，我知道如何讓演員在銀幕上看起來很好、讓他看起來像個英雄。我想我能為范·達美做出同樣的事情。」:115雖然他起初對於與范·達美合作感到疑慮，但在發現范·達美的加分作用時，吳宇森更動了片中許多的動作場面:119。吳宇森還透露范·達美「相當自負，但他仍很專業且總是努力做到最好。」吳宇森對該片的演員有一定的掌控權，包括對扮演龍套角色和對攝影指導的挑選:166。演員燕茜·巴特勒在片中飾演娜塔莎·班德（Natasha Binder），這也是她首部擔任主演的電影；該角也使她得以在其他動作片中擔任主演，如《終極特區》（1994年）和《銀線追殺令》（Fast Money，1996年）。演員藍斯·漢里克森答應接演艾米爾·福蕭恩（Emil Fouchon）一角；漢里克森是導演的忠實粉絲，並表示吳宇森早期的電影「非常有創意，非常優美的平衡且具備了那種令人難以置信的哲學。當中的暴力只是哲學的容器。」:111

### 拍攝
《終極標靶》有74天的製作時間，且主要在路易斯安那州紐奧良拍攝，其中還包括在法國區取景部分片段:121-122。但環球影業限定於緊迫的時間內製作《終極標靶》，其拍攝時間僅六十五天；這讓吳宇森倍感壓力:124。且他也受到環球的壓力而減少在香港電影中常見的暴力成份及死亡人數:115。由於吳宇森的英語能力仍不成熟，這讓演員和工作人員們需要時間來習慣與他合作。當他無法向攝影指導羅素·卡彭特表達他想拍的東西時，他會使用簡易的比喻，例如「這將是山姆·畢京柏的拍法」，以便將他的想法傳達給卡彭特:119。演員漢里克森回憶說，這是一個循序漸進的過程，讓所有參與人士都開始將該片視為吳宇森的電影而不是范·達美的電影；製片人詹姆斯·傑克斯也形容吳宇森並非「最厲害的人，但就我而言，他肯定是最值得尊敬的人」:118。
因劇組的射擊武器具有危險性，這讓劇組人員製作了一面用於防彈的壓克力護盾，可用螺栓固定於攝影機上。該護盾特別適用於片中的一個橋段——范·達美對著鏡頭打完槍的一整個彈匣:121。電影使用的攝影機移動車被劇組人員暱稱為「吳氏小火車」（Woo-Woo Choo-Choo）:103。卡彭特發現拍攝大型的槍戰場景並不容易，尤其是懺悔星期二花車倉庫，他形容「對於像這樣的空間的照明、那些奇怪的形狀和陰影都是難題，但吳宇森隨後又增加了一個複雜的想法，就是想要同時從多個角度拍攝場景——這通常不止一台攝影機在移動」:122。傑克斯支持這種拍攝風格，他發現對拍攝這類型的動作場面來說這是最省事的方式:123。

### 後期製作
該片由鮑勃·穆拉維斯基負責剪輯，並使用當時最先進的電腦剪輯程式，這能讓劇組在拍攝電影的同時進行剪輯:123。吳宇森在合約上有義務為環球影業發行R級的《終極標靶》。然而，美國電影協會（MPAA）認定該片太暴力且過頭而超過R級的標準，因此列為NC-17級:126。從未具體說明他們認為哪些場面令人反感，這讓導演為此將電影重剪了六次:128。在這剪輯期間，范·達美還曾和他的剪輯師一起製作了屬於他自己的電影剪輯。范·達美的版本刪除了某些角色，以加入他的角色錢斯更多的場面和特寫鏡頭。當被問及這版剪輯時，范·達美回答：「人們付錢是來看我的，而不是看藍斯·漢里克森。」:127-128在吳宇森對《終極標靶》進行了二十次剪輯之後，允許將該片評為R級；被剪過的場面包括開場的追逐戲和懺悔星期二花車的動作戲:128-129。此外，從片中刪除的非動作橋段如錢斯和娜塔莎之間的親熱場面:130。

## 音樂
《終極標靶》的配樂由葛拉姆·李維負責作曲，且找來了日本太鼓團體鼓童來協助創作:126。演奏的部分由提姆·西蒙尼奇（Tim Simonec）主導，電影原聲帶於1993年9月14日由發行商瓦雷茲·薩拉班德在美國發行。

## 發行
《終極標靶》在美國的上映日原暫定為1993年7月:109，後正式定檔於1993年8月20日上映，成為首部由好萊塢片商發行的亞洲導演電影。而香港則於1993年11月4日上映。

### 家庭媒體
《終極標靶》於1994年在美國發行鐳射影碟和VHS，其鐳射影碟的銷量為該年度第14高，而VHS則是當年出租次數排行的第46名。1998年7月1日，《終極標靶》發行了1區DVD，而2區DVD則於2000年3月20日發行。美版DVD也推出了收錄《終極標靶》和其他尚-克勞德·范·達美主演電影的DVD組合包，其中包括《聖戰東征》（1990年）、《時空特警》（1994年）、《快打旋風》（1994年）、《絕命殺陣》（1995年）及《魔宮戰士》（1996年）。
《終極標靶》還有一種時長116分鐘的版本尚未正式推出，但在網上已有盜版外流。該版本的影像和語音品質粗糙，在畫面的角落處還留有時間碼燒錄，明顯不適合供大眾觀看:131。但在歐洲、日本和澳大利亞發行的DVD版本含有1區DVD中的3分鐘暴力鏡頭（被評為R級），使其成為最接近吳宇森的初剪版。
關於加長版，吳宇森表示：「當然，我喜歡初剪版！而且我聽說加長版成為了一部邪典電影——有些人已經看過它且更喜歡它，這很有趣。我希望片商有興趣再次發行這部電影。我認為這樣做很值得。」

## 反響

### 評價
《終極標靶》在影評界和觀眾間整體獲得的評價褒貶不一，片中的動作戲普遍獲得了讚賞，但其薄弱的故事和尚-克勞德·范·達美的演技則遭受批評。該片在匯總媒體網站爛番茄上根據32篇評論而持有53%的新鮮度，平均得分5.3／10；該網站共識：「《終極標靶》從吳宇森的時髦導演技巧中獲得了加分，但其內在卻是尚-克勞德·范·達美作品中另一部愚蠢、依賴爆破的動作驚悚片。」據CinemaScore進行的調查，觀眾的平均評價於A+至F間落於「B」。
《紐約時報》的珍妮特·馬斯林在評論中寫道：「范·達美仍未改掉以一臉茫然的樣子來裝模作樣的習慣，雖然吳先生用盡可能想像得到的誇張風格來拍他。」《綜藝》的伊曼紐·利維認為范·達美是個活潑、偶有出色表現的動作主演，「但仍被B級劇本及不立體、公式化的角色所阻礙，且經過反覆剪輯的暴力橋段來贏得R級，該片沒有吳宇森最近在《喋血雙雄》和《鎗神》中發揮的獨特視覺效果。范·達美和導演的聲譽應可確保最基本的票房收入，即使不是非常亮眼。」
《華盛頓郵報》的德森·湯姆森給了《終極標靶》較普通的評價，他在評論中寫道：「當范·達美沒有和英語過不去的時候（意指他的口音），編劇查克·費瑞爾朝漢里克森的口中塞滿了邪惡台詞，並偽裝出很有深度的感覺。即使在像這樣的二流動作畫面中，雖然漢里克森做出了值得稱讚的努力，但他們聽起來很痛苦……吳宇森的創作空間幾乎被扼殺。他瘋狂的狂野風格有一些亮點——一個慢動作的瞬間、精心挑選的定格畫面。他還向美國觀眾介紹了他對摩托車特技和非常非常響亮的汽車爆破的喜好。但這些吳氏主義少得令人失望。」
該片上映後的兩年，范·達美表示：「《終極標靶》是個糟糕的劇本，但我們有一些很棒的動作場面，而吳宇森讓我看起來像個頭髮油膩的武士。」1997年，吳宇森在回顧《終極標靶》時表示：「在某些方面，這是一部非常麻煩的電影，但我對動作場面的表現非常滿意。」之後，隨著時間的推進，富有精彩動作場面的《終極標靶》成為了一部受到粉絲推崇的邪典電影。
而對於電影的負面評價，吳宇森責備了自己和他的「風格」：「雖然我們正在拍的是《終極標靶》，但我確實試圖讓它更像是香港電影的風格，即使這是一部美國電影。這不是個很好的開始，因為我發現觀眾整體來說，他們並不熟悉香港風格。與此同時，我試圖讓電影更浪漫，另一方面，因為我是那麼喜歡西部片，我想讓這看起來像一個現代西部片。無論如何，在《終極標靶》中的我野心太大，且試圖在一部電影中做到所有的事情。這不像在美國拍過的任何傳統電影，所以觀眾仍不明白這些技術是怎麼回事。這不是一部典型的好萊塢動作片，還有那慢動作。」「此外，觀眾也無法接受其暴力片段。有些人還在電影中途離開戲院。雖然這部電影沒有取得多大的成功，但它賣得很好。」

### 票房
在美國上映首週末，《終極標靶》於1972間戲院中獲得了1010萬美元，位居當週票房亞軍，輸給了票房1814萬美元的冠軍《絕命追殺令》；該片為美國該週末首映電影中上映戲院數第二高的電影。在第二個週末，《終極標靶》取得了502萬美元，較上週跌了50%。在該週末，即使放映戲院增加至1999間，但該片仍退至第三名；反之，《絕命追殺令》在第二週取得了1450萬美元的票房佳績，其冠軍地位並未受到動搖。在上映的最後一週，《終極標靶》以127萬美元名列第11名，而該週票房冠軍由進帳870萬美元的《終極警探總動員》拿下。
在經過為期五週的放映後，該片在美國的總票房為3258萬美元，並接著開始進入國際市場。在海外，該片共賺取了4160萬美元的票房，全球票房總計7420萬美元。《終極標靶》在美國成為了1993年票房收入第49高的電影，以及全球票房第23高的電影。

## 榮譽
| 年份 | 獎項             | 類別         | 得獎人或提名人    | 結果 | 參考          |
| ---- | ---------------- | ------------ | ----------------- | ---- | ------------- |
| 1994 | 第3屆MTV電影大獎 | 最性感男演員 | 尚-克勞德·范·達美 | 提名 | [ 37 ] [ 38 ] |
| 1994 | 第3屆MTV電影大獎 | 最佳動作場面 | 摩托車動作戲      | 提名 | [ 37 ] [ 38 ] |
| 1994 | 第20屆土星獎     | 最佳恐怖片   | 《終極標靶》      | 提名 | [ 39 ] [ 38 ] |
| 1994 | 第20屆土星獎     | 最佳男配角   | 藍斯·漢里克森     | 獲獎 | [ 39 ] [ 38 ] |
| 1994 | 第20屆土星獎     | 最佳導演     | 吳宇森            | 提名 | [ 39 ] [ 38 ] |
| 1994 | 第20屆土星獎     | 最佳音樂     | 葛拉姆·李維       | 提名 | [ 39 ] [ 38 ] |

## 續集
時隔超過二十年，環球影業為《終極標靶》推出了續集；主演史考特·艾金斯已於2015年12月在泰國完成了拍攝。《終極標靶2》由羅依·羅尼執導，其主演包括艾金斯、蘿娜·米莎、羅伯特·克耐普、安·蔣朗（Ann Truong）與泰姆拉·莫里森，該片於2016年以DVD首映的方式發行。

## 備註
1. ↑  「范·克里夫」一姓氏出自演員李·范·克里夫[8]。

## 外部連結
- 官方网站
- 互联网电影数据库（IMDb）上《終極標靶》的资料（英文）
- 爛番茄上《終極標靶》的資料（英文）
- Box Office Mojo上《終極標靶》的資料（英文）
- AllMovie上《終極標靶》的资料（英文）
- TCM电影资料库上《終極標靶》的资料（英文）
- 開眼電影網上《終極標靶》的資料（繁體中文）
- 豆瓣电影上《終極標靶》的資料 （简体中文）